# 大庭大介
大庭 大介（おおば だいすけ、1981年 - ）は、日本の画家、現代美術作家。もの派を再考する新素材を用いた絵画を制作。
京都芸術大学准教授。

## 経歴
静岡県生まれ。
2005年　京都造形芸術大学（現・京都芸術大学）美術・工芸学科洋画コース（総合造形）卒業
2007年　東京藝術大学大学院美術研究科油画研究領域修了

## 主な展覧会
- 2019「大庭大介 個展」ガトーフェスタハラダ本社工場・高崎

- 2017「大庭大介 個展」SCAI THE BATHHOUSE・東京
- 2012「大庭大介 個展」SCAI THE BATHHOUSE・東京
- 2011「The Light Field」大和日英基金・ロンドン
- 2009「The Light Field －光の場－」SCAI THE BATHHOUSE・東京「The Light Field －光の場－」magical, ARTROOM・東京
- 2006「LABYRINTH」magical, ARTROOM・東京／ART ZONE・京都

- 2019「ポップの系譜」静岡県立美術館（静岡）「大鬼の住む島"Island with ONI”」WAITINGROOM（東京）「球体のパレット～タグチ・アートコレクション～」北海道立帯広美術館、北海道立釧路芸術館、北海道立函館美術館、札幌芸術の森美術館 (北海道）「その先へ -beyond the reasons」駒込倉庫（東京）「アニッシュ・カプーア / 遠藤利克 / 大庭大介 / ヴァジコ・チャッキアーニ」SCAI THE BATHHOUSE(東京・谷中）「INTERPRETATIONS, TOKYO ―17世紀絵画が誘う現代の表現」原美術館（東京）
- 2018「不思議なアート」静岡県立美術館（静岡）「The Ubiquity of Borders: Japanese Contemporary」Gallery  Baton（韓国）「Ordinary Children of the 20th Century」京都造形芸術大学ギャルリ・オーブ（京都）「ARTISTS’ FAIR KYOTO」京都文化博物館 別館 （京都）
- 2017「収蔵品展・白の表現力」静岡県立美術館（静岡）「かけがわ茶エンナーレ」二の丸美術館（静岡）「アニッシュ・カプーア・大庭大介・名和晃平・石川直樹」SCAI PARK（東京）「THE ECHO by SEIBU・SOGO」東京アートフェア２０１７（東京）
- 2016「THE ECHO」群馬シティギャラリー（群馬）「静岡県立美術館 新収蔵品展」 静岡県立美術館（静岡）「どこにもない新しい場所」西武百貨店渋谷（東京）
- 2015「白の表現力〜現代のコレクションから〜」静岡県立美術館（静岡）「タグチヒロシ・アートコレクションパラダイムシフトてくてく現代美術世界一周」岐阜県立美術館（岐阜）「大庭大介・小牟田悠介展」LEEAHN GALLERY（韓国）
- 2014「たぐ展☆（タグチアートコレクション）」松本市美術館（長野）「目を凝らす耳を澄ます」SCAI THE BATHHOUSE（東京）「NATURES DUET:SELECTED WORKS BY JORGE MAYET＆DAISUKE OHBA」FAJAM FOUNDATION（ドバイ）
- 2013「The Islands of the Day Before」、 開渡美術館 (KdMoFA)、台北「Trick Dimension」TOLOT（東京）
- 2012「超群島 Hyperarchipelago」 EYE OF GYRE（東京）
- 2011「ECOSOPHIA ～アートと建築～」堂島リバービエンナーレ2011（大阪）
- 2010「時の遊園地」名古屋ボストン美術館（名古屋）「data and vision」,AKI GALLERY,（台北）「VOCA展 -新しい平面の画家たち-」上野の森美術館（東京）「NEW WORLD」island（千葉）2009「戦争と芸術Ⅲ ―美の恐怖と幻影―」、京都造形芸術大学ギャルリ・オーブ（京都）2008「BEAMING ARTS ＃001」INTERNATIONAL GALLERY BEAMS（東京）

「風景の中のフウケイ」旧マッケンジー邸（静岡）「THE ECHO」ZAIM（横浜）「Japan Now」Inter alia Art Company（韓国）「ヴィヴィッド・マテリアル」東京藝術大学（東京）企画、粟田大輔
2007「Oコレクションによる空想美術館」ト−キョ−ワンダーサイト本郷（東京）「混沌から躍り出る星たち2007」スパイラルガーデン（東京）「something as if we do」cafe parlwr（愛知）イリュージョンの楽園」MA2ギャラリー（東京）「ART AWARD TOKYO」行幸地下ギャラリー（東京）2005「混沌から躍り出る星たち2005」、京都造形芸術大学ギャルリ・オーブ／スパイラルガーデン（東京）2004「INDEX♯1MAKING WORLDS」、ART ZONE（京都）/HIROMI YOSHII(東京)「神戸アートアニュアル2004『トナリノマド』」神戸アートビレッジセンター(神戸）「Common Sense ～自己から他者へ～」京都精華大学ギャラリーフロール（京都）「KYOTO ART ANNUAL 2004」京都造形芸術大学高原校舎（京都）「出会い系サイトとしての美術展」大阪府立現代美術センター（大阪）など